# Producción de cloro
Este artículo presenta los métodos industriales y de laboratorio para preparar cloro elemental. 

## Extracción de gas
El cloro puede fabricarse mediante la electrólisis de una solución de cloruro de sodio (salmuera), que se conoce como el proceso de cloralkali. La producción de los resultados de cloro en los coproductos de sosa cáustica ( hidróxido de sodio, NaOH) y de hidrógeno gas (H2). Estos dos productos, así como el cloro mismo, son altamente reactivos. El cloro también se puede producir mediante la electrólisis de una solución de cloruro de potasio, en cuyo caso los coproductos son hidrógeno y potasa cáustica ( hidróxido de potasio). Existen tres métodos industriales para la extracción de cloro por electrólisis de soluciones de cloruro, todos de acuerdo con las siguientes ecuaciones: 
Cátodo: {\displaystyle {\ce {2 H+ (aq) + 2 e- -> H2 (g)}}}
Ánodo: {\displaystyle {\ce {2 Cl- (aq) -> Cl2 (g) + 2 e-}}}
Proceso: {\displaystyle {\ce {2 NaCl + 2 H2O -> Cl2 + H2 + 2 NaOH}}}   o  {\displaystyle {\ce {2 KCl + 2 H2O -> Cl2 + H2 + 2 KOH}}}

### Electrólisis con celdas de mercurio

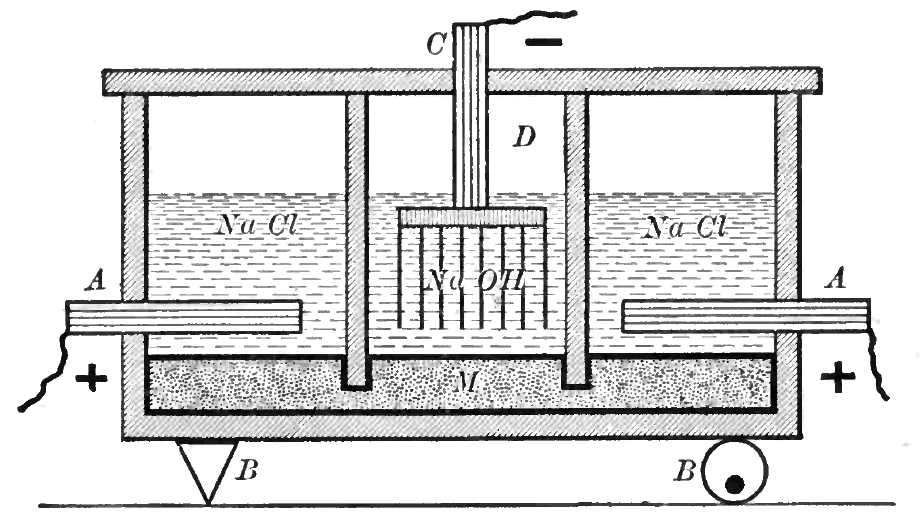
Celda de Castner-Kellner: el cloruro de sodio se electroliza entre el ánodo "A" y el cátodo de mercurio "M" en las celdas laterales, con el cloro burbujeando en el espacio sobre el NaCl y el sodio disolviéndose en el mercurio. La amalgama sodio-mercurio fluye hacia la célula central, donde reacciona con agua para producir hidróxido de sodio y regenerar el mercurio.

La electrólisis de células de mercurio, también conocida como el proceso de Castner-Kellner, fue el primer método utilizado a fines del siglo XIX para producir cloro a escala industrial. Las células "oscilantes" utilizadas se han mejorado con los años. Hoy, en la "celda primaria", los ánodos de titanio revestidos con platino u óxidos metálicos conductores (anteriormente ánodos de grafito ) se colocan en una solución de cloruro de sodio (o potasio) que fluye sobre un cátodo de mercurio líquido. Cuando se aplica una diferencia de potencial y la corriente fluye, se libera cloro en el ánodo de titanio y el sodio (o potasio) se disuelve en el cátodo de mercurio formando una amalgama. Esto fluye continuamente hacia un reactor separado ( "celda secundaria"), donde generalmente se convierte de nuevo en mercurio por reacción con agua, produciendo hidrógeno e hidróxido de sodio (o potasio) a una concentración comercialmente útil (50% en peso) El mercurio es luego reciclado a la celda primaria por una bomba situada en la parte inferior. 
El proceso de mercurio es la energía menos eficiente de las tres tecnologías principales (mercurio, diafragma y membrana) y también hay preocupaciones sobre las emisiones de mercurio. 
Se estima que todavía hay alrededor de 100 plantas de celdas de mercurio que operan en todo el mundo. En Japón, la producción de cloralkali a base de mercurio se eliminó prácticamente en 1987 (a excepción de las dos últimas unidades de cloruro de potasio cerradas en 2003). En los Estados Unidos, solo habrá cinco plantas de mercurio en funcionamiento para fines de 2008. En Europa, las células de mercurio representaban el 43% de la capacidad en 2006 y los productores de Europa occidental se han comprometido a cerrar o convertir todas las plantas de cloralkali de mercurio restantes para 2020.

### Electrólisis de celdas de diafragma (bipolar)
En la electrólisis de la celda de diafragma, un diafragma de asbesto (o fibra de polímero) separa un cátodo y un ánodo, evitando que el cloro que se forma en el ánodo se vuelva a mezclar con el hidróxido de sodio y el hidrógeno formado en el cátodo. Esta tecnología también se desarrolló a fines del siglo XIX. Hay varias variantes de este proceso: la celda Le Sueur (1893), la celda Hargreaves-Bird (1901), la celda Gibbs (1908) y la celda Townsend (1904). Las células varían en la construcción y colocación del diafragma, y algunas tienen el diafragma en contacto directo con el cátodo. 
La solución salina se alimenta continuamente al compartimento anódico y fluye a través del diafragma al compartimento catódico, donde se produce el álcali cáustico y la salmuera se agota parcialmente. Como resultado, los métodos de diafragma producen álcali que es bastante diluido (aproximadamente 12%) y de menor pureza que los métodos de células de mercurio. 
Las células de diafragma no están cargadas con el problema de prevenir la descarga de mercurio en el medio ambiente; también operan a un voltaje más bajo, lo que resulta en un ahorro de energía sobre el método de celda de mercurio, pero se requieren grandes cantidades de vapor si el cáustico tiene que evaporarse a la concentración comercial del 50%. 

### Electrólisis de celdas de membrana
El desarrollo de esta tecnología comenzó en la década de 1970. La celda de electrólisis está dividida en dos "secciones" por una membrana permeable a los cationes que actúa como un intercambiador de cationes. La solución saturada de cloruro de sodio (o potasio) se pasa a través del compartimento del ánodo, dejando a una concentración más baja. La solución de hidróxido de sodio (o potasio) circula a través del compartimento del cátodo, saliendo a una concentración más alta. Una porción de la solución concentrada de hidróxido de sodio que sale de la celda se desvía como producto, mientras que el resto se diluye con agua desionizada y se pasa nuevamente por el aparato de electrólisis. 
Este método es más eficiente que la celda de diafragma y produce hidróxido de sodio (o potasio) muy puro a una concentración de aproximadamente del 32%, pero requiere salmuera muy pura. 

Proceso de células de membrana para la producción de cloralkali

### Otros procesos electrolíticos
Aunque se trata de una escala de producción mucho más baja, las tecnologías de membrana y diafragma electrolítico también se utilizan industrialmente para recuperar cloro de soluciones de ácido clorhídrico, produciendo hidrógeno (pero no álcali cáustico) como coproducto. 
Además, la electrólisis de sales de cloruro fundidas (proceso de Downs) también permite la producción de cloro, en este caso como un subproducto de la fabricación de sodio o magnesio metálicos.

## Otros métodos
Antes de usar los métodos electrolíticos para la producción de cloro, la oxidación directa del cloruro de hidrógeno con oxígeno (frecuentemente a través de la exposición al aire) se ejercía en el proceso de Deacon: 
{\displaystyle {\ce {4 HCl + O2 -> 2 Cl2 + 2 H2O}}}
Esta reacción se logra con el uso de cloruro de cobre (II) (CuCl2) como catalizador y se realiza a alta temperatura (aproximadamente 400 °C). La cantidad de cloro extraído es aproximadamente del 80%. Debido a la mezcla de reacción extremadamente corrosiva, el uso industrial de este método es difícil y varias pruebas piloto fallaron en el pasado. Sin embargo, los desarrollos recientes son prometedores. Recientemente Sumitomo patentó un catalizador para el proceso de Deacon utilizando óxido de rutenio (IV) (RuO2).
Otro proceso anterior para producir cloro fue calentar salmuera con ácido y dióxido de manganeso. 
{\displaystyle {\ce {2 NaCl + 2H2SO4 + MnO2 -> Na2SO4 + MnSO4 + 2 H2O + Cl2}}}
Usando este proceso, el químico Carl Wilhelm Scheele fue el primero en aislar el cloro en un laboratorio. El manganeso puede recuperarse mediante el proceso de Weldon.
Se pueden producir pequeñas cantidades de cloro gaseoso en el laboratorio colocando ácido clorhídrico concentrado en un matraz con un brazo lateral y un tubo de goma conectado. Luego se agrega dióxido de manganeso y se tapa el matraz. La reacción no es muy exotérmica. Como el cloro es más denso que el aire, se puede recoger fácilmente colocando el tubo dentro de un matraz donde desplazará el aire. Una vez lleno, se puede tapar el matraz colector. 
Otro método para producir pequeñas cantidades de cloro gaseoso en un laboratorio es mediante la adición de ácido clorhídrico concentrado (típicamente alrededor de 5 M) a una solución de hipoclorito de sodio o clorato de sodio. 
El permanganato de potasio se puede usar para generar gas cloro cuando se agrega al ácido clorhídrico. 

## Producción industrial de membranas
La producción a gran escala de cloro implica varios pasos y muchos equipos. La descripción a continuación es típica de una planta de membrana. La planta también produce simultáneamente hidróxido de sodio (sosa cáustica) y gas hidrógeno. Una planta típica consiste en producción / tratamiento de salmuera, operaciones de celdas, enfriamiento y secado de cloro, compresión y licuefacción de cloro, almacenamiento y carga de cloro líquido, manipulación cáustica, evaporación, almacenamiento y carga y manipulación de hidrógeno. 

### Salmuera
La clave para la producción de cloro es la operación del sistema de saturación / tratamiento de salmuera. Mantener una solución adecuadamente saturada con la pureza correcta es vital, especialmente para las celdas de membrana. Muchas plantas tienen una pila de sal que se rocía con salmuera reciclada. Otros tienen tanques de lodos que se alimentan con sal cruda y salmuera reciclada. La salmuera cruda se trata con carbonato de sodio e hidróxido de sodio para precipitar calcio y magnesio. Las reacciones a menudo se llevan a cabo en una serie de reactores antes de que la salmuera tratada se envíe a un clarificador grande donde se depositan el carbonato de calcio y el hidróxido de magnesio. Se puede agregar un agente floculante justo antes del clarificador para mejorar la sedimentación. La salmuera decantada se filtra mecánicamente utilizando filtros de arena o filtro de hojas antes de ingresar a una serie de intercambiadores de iones para eliminar aún más las impurezas. En varios puntos de este proceso, se analiza la dureza y la resistencia de la salmuera. 
Después de los intercambiadores de iones, la salmuera se considera pura y se transfiere a los tanques de almacenamiento para ser bombeada a la sala de celdas. La salmuera pura se calienta a la temperatura correcta para controlar las temperaturas de salida de la salmuera de acuerdo con la carga eléctrica. La salmuera que sale de la celda debe tratarse para eliminar el cloro residual y controlar los niveles de pH antes de volver a la etapa de saturación. Esto se puede lograr a través de torres de descloración con adición de ácido y bisulfito de sodio. No eliminar el cloro puede dañar las unidades de intercambio iónico. Se debe controlar la acumulación de aniones de clorato y aniones de sulfato en la salmuera, y tener un sistema de tratamiento o purgar el asa de salmuera para mantener niveles seguros, ya que los aniones de clorato pueden difundirse a través de las membranas y contaminar el cáustico, mientras que los aniones de sulfato Puede dañar el recubrimiento de la superficie del ánodo. 

### Cuarto de celdas
El edificio que alberga las muchas celdas electrolíticas generalmente se llama sala de celdas o casa de celdas, aunque algunas plantas se construyen al aire libre. Este edificio contiene estructuras de soporte para las celdas, conexiones para suministrar energía eléctrica a las celdas y tuberías para los fluidos. El monitoreo y control de las temperaturas del alimento cáustico y la salmuera se realizan para controlar las temperaturas de salida. También se monitorean los voltajes de cada celda que varían con la carga eléctrica en la sala de celdas que se usa para controlar la tasa de producción. El monitoreo y control de las presiones en los cabezales de cloro e hidrógeno también se realiza a través de válvulas de control de presión. 
La corriente continua se suministra a través de una fuente de alimentación rectificada. La carga de la planta se controla variando la corriente a las celdas. A medida que aumenta la corriente, aumentan los caudales de salmuera y cáustica y agua desionizada, al tiempo que se reducen las temperaturas de alimentación. 

### Enfriamiento y secado
El gas de cloro que sale de la línea celular debe enfriarse y secarse, ya que el gas de salida puede superar los 80 °C y contiene humedad que permite que el gas de cloro sea corrosivo para las tuberías de hierro. Enfriar el gas permite que una gran cantidad de humedad de la salmuera se condense fuera de la corriente de gas. El enfriamiento también mejora la eficiencia de la etapa de compresión y licuefacción que sigue. La salida de cloro es idealmente entre 18 °C y 25 °C. Después de enfriarse, la corriente de gas pasa a través de una serie de torres con ácido sulfúrico que fluye a contracorriente. Estas torres eliminan progresivamente cualquier humedad restante del gas de cloro. Después de salir de las torres de secado, el cloro se filtra para eliminar el ácido sulfúrico restante. 

### Compresión y licuefacción
Se pueden usar varios métodos de compresión: anillo líquido, reciprocante o centrífugo. El gas de cloro se comprime en esta etapa y se puede enfriar aún más mediante enfriadores intermedios y posteriores. Después de la compresión, fluye hacia los licuadores, donde se enfría lo suficiente como para licuar. Los gases no condensables y el gas de cloro restante se ventilan como parte del control de presión de los sistemas de licuefacción. Estos gases se dirigen a un depurador de gases, produciendo hipoclorito de sodio, o se usan en la producción de ácido clorhídrico (por combustión con hidrógeno) o dicloruro de etileno (por reacción con etileno). 

### Almacenamiento y carga
El cloro líquido se alimenta típicamente por gravedad a los tanques de almacenamiento. Se puede cargar en camiones cisterna o ferrocarril mediante bombas o acolchado con gas seco comprimido. 

### Manejo cáustico, evaporación, almacenamiento y carga
Cáustico, alimentado a la habitación de la celda, fluye en un circuito que se purga simultáneamente para almacenarlo con una parte diluida con agua desionizada y se devuelve a la línea celular para su fortalecimiento dentro de las células. El cáustico que sale de la línea celular debe ser monitoreado por su fuerza, para mantener concentraciones seguras. Una solución demasiado fuerte o demasiado débil puede dañar las membranas. Las celdas de membrana típicamente producen cáustico en el rango de 30% a 33% en peso. El flujo cáustico de alimentación se calienta a bajas cargas eléctricas para controlar su temperatura de salida. Las cargas más altas requieren que el cáustico se enfríe para mantener las temperaturas de salida correctas. El cáustico que sale al almacenamiento se extrae de un tanque de almacenamiento y se puede diluir para la venta a clientes que requieren un cáustico débil o para usar en el sitio. Se puede bombear otra corriente en un conjunto de evaporador de efectos múltiples para producir un 50% de cáustico comercial. Los vagones y camiones cisterna se cargan en las estaciones de carga a través de bombas. 

### Manejo del hidrógeno
El hidrógeno producido como subproducto puede ventilarse sin procesar directamente a la atmósfera o enfriarse, comprimirse y secarse para su uso en otros procesos en el sitio o venderse a un cliente a través de tuberías, cilindros o camiones. Algunos usos posibles incluyen la fabricación de ácido clorhídrico o peróxido de hidrógeno, así como la desulfuración de petróleo, o el uso como combustible en calderas o celdas de combustible. 

### Consumo de energía
La producción de cloro es extremadamente intensiva en energía. El consumo de energía por unidad de peso del producto no es muy inferior al de la fabricación de hierro y acero y mayor que el de la producción de vidrio o cemento.
Dado que la electricidad es una materia prima indispensable para la producción de cloro, el consumo de energía correspondiente a la reacción electroquímica no se puede reducir. El ahorro de energía surge principalmente mediante la aplicación de tecnologías más eficientes y la reducción del uso de energía auxiliar. 